# Air-France-Flug 406
Der Air-France-Flug 406 (Flugnummer AF406, Funkrufzeichen: AIRFRANS 406) war ein interkontinentaler Linienflug der Air France von Brazzaville nach Paris mit planmäßigen Zwischenstopps in Bangui, Fort Lamy und Marseille. Am 10. Mai 1961 brach die an diesem Tag eingesetzte Maschine des Typs Lockheed L-1649 auf dem vorletzten Abschnitt dieses Fluges in der Luft auseinander und stürzte zu Boden, wobei alle 78 Insassen an Bord starben. Es wird vermutet, dass die Maschine durch eine Detonation explosiven Materials gezielt zum Absturz gebracht wurde. Es handelt sich um den schwersten Flugunfall mit einer Lockheed L-1649 Starliner, außerdem war es bis zum Air-Algérie-Flug 6289 der schwerste Flugunfall auf algerischem Boden.

## Maschine
Die Maschine war eine Lockheed L-1649A Starliner mit der Werknummer 1027, die 1957 gebaut und am 29. Juli 1957 fabrikneu an die Air France ausgeliefert wurde. Die Fluggesellschaft ließ die Maschine mit dem Luftfahrzeugkennzeichen F-BHBM zu und gab ihr den Taufnamen De Grasse. Das viermotorige Langstreckenflugzeug war mit vier luftgekühlten 18-Zylinder-Doppelsternmotoren vom Typ Curtiss-Wright R3350-988TC-18EA2 ausgerüstet, die jeweils eine Leistung von 3450 PS (2540 kW) hatten. Zum Zeitpunkt des Unfalls hatte die Maschine eine kumulierte Gesamtbetriebsleistung von 10.014 Betriebsstunden.

## Passagiere und Besatzung
Den Flug auf dem betroffenen Flugabschnitt hatten 69 Passagiere angetreten. Es befand sich eine neunköpfige Besatzung an Bord, bestehend aus dem Flugkapitän Bouchier, dem Ersten Offizier Best, dem Navigator Baylion, dem Bordfunker Guntz, den Flugmechanikern Gambart de Lignières sowie Burgaut, der Flugbegleiterin Chiapolino sowie den Flugbegleitern Eichelberger und Pasqueron.

## Unfallhergang
Der Flug mit der Maschine erfolgte ohne besondere Vorkommnisse, als plötzlich während des nächtlichen Fluges in einer Flughöhe von 20.000 Fuß das Leitwerk versagte. Der Vorfall ereignete sich so unvermittelt, dass der Besatzung keine Zeit blieb, ein Notrufsignal abzusenden. Der Starliner zerbrach im Flug und stürzte in der Sahara im östlichen Teil Algeriens, nahe der Grenze zu Libyen, ab. Die Trümmer lagen weiträumig in einem Gebiet von Ghadamès (Libyen) und Zarzaïtine (Algerien) verstreut.

## Unfallursache
Es wird vermutet, dass das Leitwerk durch die Detonation eines Nitrozellulose-Sprengsatzes abgebrochen ist. Motiv und Täter konnten nie ermittelt werden.